# Rzeź Haitańczyków
Rzeź Haitańczyków, potocznie rzeź pietruszkowa, masakra pietruszkowa (hiszp. masacre del perejil, dosłownie „rzeź pietruszki”) – ludobójstwo Haitańczyków na terenie Dominikany, przeprowadzone z inspiracji Rafaela Trujillo w październiku 1937 roku. Według różnych szacunków zabito od dziewięciu tysięcy do kilkudziesięciu tysięcy ludzi.
W 1937 roku Trujillo nakazał wymordowanie Haitańczyków, co miało być zemstą za inwazję haitańską na Dominikanę sprzed stu lat. Dodatkowo Trujillo, który przez całe życie starał się ukrywać swoje mulackie pochodzenie odziedziczone po haitańskiej matce, żywił do Haitańczyków osobistą urazę. Głównym powodem rzezi były jednak względy ekonomiczne. Kryzys gospodarczy odbijał się na poziomie życia Dominikańczyków, podczas gdy w zachodniej Dominikanie pracowało wielu Haitańczyków, którzy byli siłą roboczą tańszą niż miejscowa.
Akcja eksterminacji Haitańczyków trwała od 2 do 8 października 1937 roku, po czym dyktator nakazał jej zakończenie – na mniejszą skalę mordy trwały jednak dalej. Zgodnie z rozkazem bojówki mordowały głównie za pomocą maczet, noży, łopat i kilofów, aby w momencie przedostania się informacji o ludobójstwie za granicę wyglądało ono na spontaniczny chłopski zryw, realizowany bez wiedzy i przyzwolenia władz. W ciągu trzech dni operacja objęła cały kraj, ale najintensywniejszy przebieg miała w jego zachodniej części, przy granicy z Haiti.
Nazwa „rzeź pietruszkowa” pochodzi od hiszpańskiego słowa perejil (pietruszka), którego często używano do identyfikacji francuskojęzycznych Haitańczyków, którzy nie potrafili poprawnie wymawiać hiszpańskiej spółgłoski „r”. Często członkowie szwadronów śmierci nosili ze sobą liście pietruszki i pokazywali je schwytanym, nakazując podanie nazwy rośliny. Polecenie przeprowadzania takiego testu szyboletowego Trujillo wydał w sytuacji, gdy dokonujący eksterminacji bojówkarze nie mieli pewności co do narodowości schwytanej osoby.
Po kilku latach Trujillo zgodził się na zapłatę rządowi Haiti odszkodowania za masakrę, ale przekazał jedynie dwie trzecie uzgodnionej kwoty.
W 1948, gdy uchwalono konwencję o ludobójstwie, Dominikana podpisała ją, lecz do dziś odmawia ratyfikacji.